# Elektrolysewet van Faraday
De  twee elektrolysewetten van Faraday, die in 1834 door Michael Faraday werden opgesteld, houden in dat bij elektrolyse:
1. de aan een elektrode geproduceerde massa van een chemische stof evenredig is met de overgedragen lading (in coulomb), dus met het aantal overgedragen elektronen.
2. de door een hoeveelheid lading geproduceerde massa evenredig is met de atoommassa van de stof en omgekeerd evenredig met zijn valentie.

De beide wetten kunnen samengevat worden in de formule:
{\displaystyle m={\frac {M\cdot I\cdot t}{z\cdot F}}}
Daarin is:
{\displaystyle m} de massa geproduceerde stof in gram
{\displaystyle I} de elektrische stroomsterkte in ampère
{\displaystyle t} de tijd in seconde
{\displaystyle M} de molaire massa in gram/mol
{\displaystyle z} het aantal elektronen per deeltje omgezette stof (dimensieloos getal)
{\displaystyle F} de constante van Faraday (96485,3 C/mol)
Om namelijk één mol van een eenwaardig ion af te scheiden is een lading {\displaystyle Q_{0}} nodig van het aantal ionen {\displaystyle N_{\text{A}}} in één mol maal de elementaire lading {\displaystyle e}:
{\displaystyle Q_{0}=e\cdot N_{\text{A}}=F}
Een lading {\displaystyle Q} produceert dus van een {\displaystyle z}-waardig ion een hoeveelheid stof van {\displaystyle Q/zF} mol, en dus een massa:
{\displaystyle m={\frac {MQ}{zF}}}

Voor toepassingen in chemische berekeningen wordt de omrekening naar massa vaak op dit punt achterwege gelaten, en wordt de hoeveelheid stof {\displaystyle n} in mol bepaald door:
{\displaystyle n={\frac {I\cdot t}{z\cdot F}}}
In oudere publicaties is ook sprake van de equivalente massa van elementen: de molaire massa van het element gedeeld door zijn valentie.  Vooral voor polyvalente elementen leidt deze grootheid tot verwarring